# Plexippoides regius
Espèce
Plexippoides regius est une espèce d'araignées aranéomorphes de la famille des Salticidae.

## Distribution
On retrouve les Plexippoides regius en Russie, Corée et en Chine.

## Taxonomie
Le nom valide complet (avec auteur) de ce taxon est Plexippoides regius Wesołowska, 1981. Initialement, ce taxon a été décrit comme nomen nudum.
Plexippoides regius a pour synonyme :
- Plexippoides joopili Kim & Yoo, 1997